# Celebeszi karvalykakukk
A celebeszi karvalykakukk (Cuculus crassirostris) a madarak osztályának kakukkalakúak (Cuculiformes) rendjébe, ezen belül a kakukkfélék (Cuculidae) családjába tartozó faj.

## Rendszerezése
A fajt Arthur Hay skót katona és ornitológus írta le 1872-ben, a Hierococcyx nembe Hierococcyx crassirostris néven.

## Előfordulása
Indonéziához tartozó Celebesz szigetén honos. Természetes élőhelyei a szubtrópusi és trópusi hegyi esőerdők. Magassági vonuló.

## Megjelenése
Testhossza 34 centiméter.

## Természetvédelmi helyzete
Az elterjedési területe nem nagy, egyedszáma ugyan csökken, de még nem éri el a kritikus szintet. A Természetvédelmi Világszövetség Vörös listáján nem fenyegetett fajként szerepel.